# Platte (wyspa)
Platte (ang. Platte Island, fr. Île Platte) – wyspa koralowa na Oceanie Indyjskim, należąca do Republiki Seszeli. Leży około 135 km na południe od głównej wyspy Mahé i zalicza się do grupy Wysp Zewnętrznych. Wraz z położoną 171 km dalej na południowy wschód wyspą Coëtivy włącza się ją do celów statystycznych do regionu Południowych Wysp Koralowych (Southern Coral Islands).  
Wyspa mierzy 1250 metrów długości (w kierunku północ-południe) i w najszerszym miejscu 550 metrów szerokości (w kierunku wschód-zachód). Jej powierzchnia wynosi 0,65 km². Na płaskiej i w większości porośniętej lasem wyspie znajduje się port lotniczy Platte (ICAO: FSPL) z pasem o długości 900 metrów. Na zachodnim wybrzeżu położona jest niewielka osada z kościołem i szpitalem. Wyspa otoczona jest przez rafy koralowe, a dostęp łodzią możliwy jest tylko od strony północno-zachodniej.
Platte należy do w większości zatopionego atolu, który przy rozmiarach maksymalnie 25 na 14 kilometrów zajmuje powierzchnię około 270 km².